# Costanza Bonarelli
Costanza Bonarelli, nota anche come Costanza Bonucelli o Costanza Piccolomini Bonucelli (Viterbo, 1614 – Viterbo, 3 dicembre 1662), è stata una nobildonna e mercante italiana proveniente dalla famiglia nobile senese, celebre per essere stata ritratta da Gianlorenzo Bernini nel busto del Museo Nazionale del Bargello a Firenze, scolpito tra il 1636 e il 1638.

## La famiglia Piccolomini
Nata intorno al 1614 da Lorenzo Piccolomini, esponente del ramo minore viterbese dell'importante famiglia senese, è documentata per la prima volta a Roma nel 1625, a undici anni d'età. Il nome della madre non è noto perché nel documento del 1625, gli Stati d'Anime della parrocchia di S. Lorenzo in Lucina, Costanza risulta residente nella strada "dietro il palazzo della chiesa" - l'attuale via della Vite - con suo padre Leonardo e la moglie di lui, Tiberia. Né Costanza menziona sua madre nel proprio testamento, del 23 gennaio 1662. Anche se il padre apparteneva al ramo 'povero' dei Piccolomini, dato che di mestiere faceva lo staffiere, il nome e l'associazione con il nobile clan sono e restano cruciali nell'identità di Costanza che nelle fonti è sempre chiamata 'Signora' e, nel citato testamento, stabilisce che la sua eredità poteva andare ai discendenti purché portassero il nome Piccolomini.

## Il matrimonio
Il 15 agosto 1628, in occasione della festività dell'Assunta, Costanza riceve una dote di 45 scudi (l'equivalente dell'affitto annuo di una casa di dimensioni modeste) dalla Confraternita di S. Rocco, finanziata da Giambattista Borghese, fratello del defunto papa Paolo V. Nel 1630 la 'zitella da Viterbo' riceve promessa di una seconda dote (di 26 scudi e 44 baiocchi) dalla Confraternita del Gonfalone.
Costanza sposa lo scultore, restauratore e mercante d'arte Matteo Bonarelli (o Bonuccelli) da Lucca il 16 febbraio 1632 nella sua parrocchia di S. Lorenzo in Lucina. Il 28 febbraio vengono firmati gli Sponsalia, il contratto di matrimonio, tra Costanza, il padre Leonardo e il marito Matteo. La dote è fissata a 289 scudi. Costanza ha diciotto anni, Matteo ventotto, e si stabiliscono in vicolo Scanderbeg, ai piedi del Quirinale.

## Il coinvolgimento con Bernini
La prima testimonianza dell'attività del Bonuccelli come assistente di Bernini sono i pagamenti del 1636 per tre putti di marmo per S. Pietro e, l'anno seguente, come aiuto per la tomba della Contessa Matilde, sempre a S. Pietro. Quando s'incontrarono, Costanza era una donna sposata di 22 anni, Bernini uno scapolo di trentotto. Il Ritratto del Bargello, in cui lo scultore di cardinali e papi immortala la sua amante nel marmo, potrebbe essere stato iniziato nel 1636 ma era senz'altro finito nell'ottobre del '37 quando Fulvio Testi, amico di Bernini, in una lettera al conte Francesco Fontana dichiara che si trattava del più bel ritratto mai eseguito da Gianlorenzo. Dunque l'opera doveva essere nota e di (relativamente) pubblica fruizione. Tutto ciò mentre il marito di Costanza lavorava per Bernini nella basilica più sacra della Cristianità.
Nella tarda estate del 1638 scoppia lo scandalo. Quando Gian Lorenzo scopre che la sua amante ha una relazione anche con suo fratello Luigi, impazzisce di gelosia e i suoi eccessi sono descritti nella lettera disperata della madre, Angelica Galante Bernini, al cardinal Francesco Barberini, non datata ma dell'autunno 1638. Angelica scrive che Gianlorenzo, credendosi "Padron del mondo", ha minacciato il fratello con la spada, e invoca il cardinale che trovi un modo per "raffrenare l'impeto di questo mio figlio". Angelica non dice invece come Gianlorenzo punì l'amante infedele: facendola sfregiare in viso da un servo che le aveva portato un regalo da parte di Gianlorenzo. Alla lettera rispose Urbano VIII in persona definendo il Bernini, in modo inaudito, come "uomo raro, ingegno sublime e nato per disposizione divina e per gloria di Roma a portar luce a questo secolo". Intanto Luigi fugge da Roma e ripara a Bologna per circa un anno. Del crimine, che il giureconsulto Prospero Farinacci descrive come "atrox et grave delictum", erano spesso vittime le cortigiane. E Costanza fu trattata come tale, punita (forse per adulterio) con la detenzione nella Domus Pia de Urbe, nota come monastero di Casa Pia, mentre il servo fu esiliato e Gianlorenzo prima condannato a una multa di 3.000 scudi e poi graziato, mentre suo fratello, che non era così importante nei disegni del papa, veniva esiliato da Roma. Il 7 aprile 1639, dopo aver scritto una straziante supplica al Governatore, Costanza viene "restituita al marito".

## Vedova e mercante d'arte
Negli anni successivi Costanza condivide la casa/studio di vicolo Scandenbeg in apparente concordia col marito e infatti ne prosegue l'attività - soprattutto di mercante d'arte - con discreto successo, dopo la morte del Bonuccelli (18 gennaio 1654) e durante il pontificato del senese Alessandro VII Chigi. Nel suo testamento del 1649 Matteo nominò erede universale la "Signora Costanza Piccolomini mia dilettissima moglie". Ordini di pagamento alla vedova Bonuccelli la definiscono: "Signora Costanza", o "Costanza Piccolomini" o "Costanza scultora".
Costanza aveva un'importante collezione che esponeva nella galleria del piano nobile di casa e in due stanze del piano superiore. Una delle sue opere d'arte più famose è la "Peste di Ashdod" di Poussin, commissionata dal nobile siciliano Fabrizio Valguarnera nel 1630. Nel 1665, quando Bernini era a Parigi, vede la "Peste" nel palazzo del Duca di Richelieu e commenta che la conosceva e che avrebbero dovuto appenderla più in basso, per essere vista al meglio. Lo stesso anno il quadro viene venduto da Richelieu a Luigi XIV e oggi si trova al Louvre.

## Gli ultimi anni
Negli Stati d'anime della Pasqua 1657 Costanza Piccolomini viene dichiarata madre di una bimba di 3 anni, Olimpia Caterina Piccolomini che, dunque, doveva essere nata poco più di un anno dopo la morte del marito da una Costanza ultraquarantenne. Costanza fa testamento nel febbraio 1659, e aggiunge un codicillo tre giorni prima di morire, il 30 novembre 1662. Costanza non raggiunge il marito nella cripta della loro parrocchia dei Ss. Vincenzo e Anastasio ma viene sepolta nella basilica di S. Maria Maggiore. Come, rispettivamente 18 e 19 anni dopo, Gianlorenzo e Luigi Bernini.